# Pim
Pim o Pin o Pinu és un riu d'Himachal Pradesh al districte de Kangra i districte de Lahul i Spiti, principal afluent del riu Spiti.
Neix entre l'Himàlaia i la serra de Manirang i amb el seu afluent el Parakio rega bona part del districte de Lahul i Spiti. Desaigua al riu Spiti a 32° 06′ N, 78° 00′ E / 32.100°N,78.000°E prop de Dankar. El seu curs és de 117 km.